# Marie Wadda
Marie Wadda (Marie Wadda Faye; seltener Wada) ist eine gambische (Beach-)Volleyballtrainerin und ehemalige -spielerin.

## Karriere
Seit mindestens 2009 spielte sie für Interior. Um 2014 war sie dort Spielführerin.
Im November 2012 nahm sie für das Beachvolleyball-Nationalteam an der Seite von Saffie Sawaneh an den Zone 2 Beach Volleyball Championship in Kap Verde teil und erreichte den dritten Platz.
Nach ihrer aktiven Karriere wurde sie Trainerin bei Interior. Im September 2019 übernahm sie den Posten als Trainerin des gambischen Nationalteams der Frauen im Beachvolleyball.
Daneben war sie auch als Funktionärin für den gambischen Volleyballverband GVBA tätig. 2009 wurde sie zur stellvertretenden Generalsekretärin gewählt. Ab 2014 war sie Schatzmeisterin.
Wadda arbeitet seit mindestens 2014 für die gambische Antidrogenbehörde National Drug Enforcement Agency (NDEA).